# Franciszek Winiarski
Franciszek Winiarski (ur. w 1931, zm. w 1999) – polski malarz, grafik, plakacista, projektant znaczków pocztowych.

## Życiorys
Studia artystyczne rozpoczął w krakowskiej Akademii Sztuk Pięknych w roku akademickim 1951/1952. Kontynuował je w latach 1952–1957 w Akademii Sztuk Pięknych w Warszawie. Tam też uzyskał dyplom.
Jego twórczość obejmowała malarstwo i grafikę. W szczególności zajmował się grafiką użytkową, projektując plakaty, znaki firmowe (logotypy), okładki oraz ilustracje książek, znaczki i kartki pocztowe, tudzież koperty FDC.

## Wybrana twórczość

### Plakaty
- Upierzesz dobrze, szybko, bez zmęczenia (reklama pralki elektrycznej), 1958
- Kronika rodzinna
- Człowiek bez paszportu, 1966
- Twarze na sprzedaż
- III Festiwal Sztuk Pięknych, 1970
- Dla dobra człowieka…  • VII/XIII Kongres Związków Zawodowych – wspólnie z Karolem Śliwką

### Opracowania graficzne książek
- Lody i napoje (okładka), aut. W. Długosz, Anna Szczepańska, wyd. Polskie Wydawnictwa Gospodarcze, 1958
- Kuchnia polska, aut. różni, wyd. Państwowe Wydawnictwo Ekonomiczne, 1962
- Gdańsk (okładka), aut. Lech Krzyżanowski, wyd. WAiF, 1977
- Historia gospodarcza Polski Ludowej 1944–1975 (obwoluta i okładka), aut. Andrzej Jezierski, Barbara Petz, wyd. PWN, 1980

### Logotypy
- Znak wystawy filatelistycznej na 25-lecie PRL (Katalog I Ogólnopolskiej Wystawy Znaków Graficznych), 1969

### Znaczki pocztowe
- 100 lat Humanitarnych Konwencji Genewskich, 1963
- IX Zimowe Igrzyska Olimpijskie – Innsbruck 1964 (seria), 1964
- III Kongres ZBoWiD, 1964
- Tysiąc lat Państwa Polskiego (seria), 1966
- Apel olimpijski (seria), 1967
- Grenoble 1968 (seria), 1968
- V Zjazd PZPR (seria), 1968
- XXV–lecie PRL (seria, nry kat. 1789–1792), 1969
- Rzemiosło polskie w malarstwie XVI w. (seria), 1969 – wspólnie z Januszem Rapnickim
- Twórczość artystyczna o tematyce sportowej • X Sesja Międzynarodowej Akademii Olimpijskiej (seria), 1970
- Polskie budownictwo drewniane (seria), 1974
- Światowy Zjazd Kombatantów oraz koperta FDC, 1992

### Kartki pocztowe
- 100 lat Humanitarnych Konwencji Genewskich, 1963
- VIII Ogólnopolska Wystawa Filatelistyczna „20–lecie PRL”, 1964
- Ochotnicze Straże Pożarne, 1964
- 50 lat ruchu filatelistycznego w Warszawie, 1965
- Tysiąclecie Państwa Polskiego (seria, Cp 306–Cp 307), 1966
- Tysiąclecie Państwa Polskiego • 45 rocznica Powstań Śląskich, 1966